# اکاترینا بوبرووا
اکاترینا آلکساندروونا بوبرووا (به روسی: Екатерина Александровна Боброва؛ زادهٔ ۲۸ مارس ۱۹۹۰ در مسکو) رقصندهٔ روی یخ بازنشستهٔ اهل روسیه است. وی از سال ۲۰۰۰ به‌همراه دیمیتری سولویف در رشتهٔ رقص روی یخ فعالیت می‌کرد و این زوج به‌عنوان یکی از موفق‌ترین تیم‌های روسیه در دههٔ ۲۰۱۰ شناخته می‌شدند.
بوبرووا و سولویف در رقابت‌های بین‌المللی افتخارات متعددی کسب کردند، از جمله:
- مدال طلای المپیک زمستانی ۲۰۱۴ در بخش تیمی
- مدال برنز قهرمانی جهان ۲۰۱۳
- قهرمانی اروپا در سال ۲۰۱۳
- قهرمانی جوانان جهان در سال ۲۰۰۷
- هفت عنوان قهرمانی ملی روسیه در سال‌های ۲۰۱۱ تا ۲۰۱۴ و ۲۰۱۶ تا ۲۰۱۸

آن‌ها همچنین در چهار رویداد گرند پری مدال طلا کسب کردند.
بوبرووا در سال ۱۹۹۴ اسکیت روی یخ را آغاز کرد و در باشگاه «مسکوویچ» آموزش دید. او در طول دوران حرفه‌ای خود با مربیانی چون الکساندر ژولین و اولگ وولکوف همکاری داشت.
در سال ۲۰۱۶، بوبرووا به‌دلیل آزمایش مثبت مادهٔ ملدونیوم به‌طور موقت تعلیق شد، اما با توجه به ابهامات موجود در مورد مدت‌زمان باقی‌ماندن این ماده در بدن، اتحادیهٔ جهانی اسکیت تصمیم به لغو تعلیق او گرفت.
بوبرووا در ۱۶ ژوئیهٔ ۲۰۱۶ با آندری دپوتات، اسکیت‌باز رشتهٔ جفتی، ازدواج کرد. در آوریل ۲۰۱۹، فرزند پسر آن‌ها به دنیا آمد. او در ۸ ژوئیهٔ ۲۰۱۹ به‌طور رسمی از رقابت‌های حرفه‌ای خداحافظی کرد.
در سال ۲۰۱۴، بوبرووا به‌پاس خدماتش در عرصهٔ ورزش، نشان دوستی از سوی دولت روسیه دریافت کرد.